# Mechtild Schulze Hessing
Mechtild Schulze Hessing (* 27. Juli 1960 in Südlohn, Kreis Borken) ist eine deutsche Kommunalpolitikerin (CDU). Sie wurde 2015 zur Bürgermeisterin der Stadt Borken gewählt.

## Leben
Schulze Hessing absolvierte nach dem Besuch der Realschule ab 1976 eine Ausbildung zur Sekretärin und arbeitete danach in verschiedenen Abteilungen der Verwaltung des Kreises Borken. Nach anschließenden berufsbegleitenden Qualifikationen für den mittleren und den gehobenen Dienst studierte Schulze Hessing von 1988 bis 1992 an der Westfälischen Verwaltungs- und Wirtschaftsakademie in Münster und schloss ihr Studium zum Verwaltungswirt mit Diplom ab. 1995 wurde sie zur ersten hauptamtlichen Gleichstellungsbeauftragten des Kreises Borken ernannt. Danach leitete sie die Personalabteilung und die Stabsstelle des Landrates. 2011 wurde Schulze Hessing schließlich vom Rat der Stadt Borken zur Ersten Beigeordneten und Kämmerin der Kreisstadt gewählt.
Bei der Kommunalwahl am 13. September 2015 trat Schulze Hessing als Kandidatin der CDU, der sie einige Monate zuvor erst beigetreten war, und der UWG für das Amt der Bürgermeisterin an und gewann das Duell gegen den SPD-Kandidaten Dietmar Brüning im ersten Wahlgang mit 67,78 % der Stimmen. Sie ist damit die erste Bürgermeisterin der Stadt Borken und folgt auf den langjährigen Amtsinhaber Rolf Lührmann, der aus Altersgründen nicht mehr zur Wahl antrat. Sie verteidigte bei der Kommunalwahl am 13. September 2020 das Bürgermeisteramt mit 74,7 % der abgegebenen Stimmen gegen den SPD-Kandidaten Martin Schulz (25,3 %).
Schulze Hessing ist mit einem Landwirt verheiratet. Sie ist Mutter von zwei Kindern und wohnt auf einem Bauernhof im Borkener Ortsteil Weseke.